# スヴィスロチ公国
スヴィスロチ公国（ロシア語: Свислочское княжество）は、12 - 14世紀にかけて、スヴィスラチ川・ベレジナ川の下流に存在したルーシの分領公国である。公国領を現代の地方区分で言えば、ベラルーシ・マヒリョウ州西部のアシポヴィチ地区(ru)、バブルイスク地区(ru)、クリチャウ地区(ru)と、それに隣接するミンスク州チェルヴェニ地区(ru)などの地区の一部に相当する。

## 歴史
公国の首都であるスヴィスロチ（現ベラルーシ・マヒリョウ州スヴィスラチ）は、11 - 12世紀に建設されたとみなされる。その城址からは堀と防壁の遺構が確認でき、ミンスク公グレプの統治期には、ミンスク公国の最前線の要塞都市であったと考えられる。
公国としては、『ガーリチ・ヴォルィーニ年代記(ru)』の1256年の項において、ノヴォグルドク公国、ゴロドノ公国(ru)と共に言及されており、スヴィスロチ公としてはイジャスラフという名が記されている。イジャスラフは、おそらくノヴォグルドク公ロマンの封臣であり、ガーリチ・ヴォルィーニ公（ガーリチ公兼ヴォルィーニ公）の率いるヤトヴャグ族への遠征に参加している。
13世紀の半ばには、スヴィスロチ公国はリトアニア大公ミンダウガスの統治下に属した。1352年頃、スヴィスロチ公国はリトアニア大公国に抱合され、その領土は、ヴィリニュス公アルギルダスと、トラカイ公ケーストゥティスの所領に分割された。それ以降はゲディミナスの孫らによって統治された。1387年には、リトアニア大公ヨガイラが、スヴィスロチ公国領を弟のスキルガイラに与えている。さらにそれ以降は、リトアニア大公国の代官によって統治される小さな郷となっていった。